# 讓-巴蒂斯特·杜馬
让-巴蒂斯特·安德烈·杜马（法語：Jean-Baptiste André Dumas，法語發音：[ʒɑ̃ batist ɑ̃dʁe dyma]；1800年7月14日—1884年4月10日），法國化學家。生於加爾省阿莱斯，死於濱海阿爾卑斯省康城。巴黎大学教授。
以其在有机分析和合成以及通过测量蒸气密度测定原子量（相对原子质量）和分子量方面的研究而闻名。他还开发了一种分析化合物中氮的方法。

## 生平
杜马出生于阿莱斯（加尔省），并成为家乡一位药剂师的学徒。 1816 年，他搬到了日内瓦，在那里他参加了 M. A. Pictet 的物理学讲座、C. G. de la Rive 的化学讲座和 A. P. de Candolle 的植物学讲座。 生理化学和胚胎学问题。1822 年，他按照亚历山大·冯·洪堡的建议移居巴黎，最初在巴黎高等理工学院担任化学教授，后来（1835 年）在巴黎综合理工学院担任化学教授。 他是 1829 年法国中央艺术与制造学院（后来更名为巴黎中央学院）的创始人之一。
1832年，杜马成为法国科学院院士。 从 1868 年到 1884 年去世，他一直担任科学院物理科学系常务秘书。 1838年，杜马当选为瑞典皇家科学院外籍院士。 同年，他成为荷兰皇家研究所的通讯员，当该研究所于 1851 年更名为荷兰皇家艺术与科学学院时，他作为外籍院士加入。 杜马于 1845 年至 1864 年间担任法国国家工业鼓励协会主席。他于 1860 年当选为美国哲学会会员。
1848 年后，他将自己的大部分科学工作换成了拿破仑三世时期的部长职位。 他成为国民立法议会议员。 1850年至1851年间，他担任了几个月的农业和商业部长，随后成为参议员、巴黎市议会主席和法国造币厂厂长，但他的仕途却随着秋天而戛然而止。 第二帝国的统治者。
杜马是一位虔诚的天主教徒，经常为基督教观点辩护以对抗批评者。
杜马于 1884 年在戛纳去世，葬于巴黎蒙帕纳斯公墓后墙附近的一座大坟墓中。 他是刻在埃菲尔铁塔上的 72 个名字之一。

## 科研工作
杜马是最早批评延斯·雅各布·贝采利乌斯的电化学学说的人之一，在他的工作开始时，该学说被广泛接受为复合体构成的真正理论，并反对对二元概念的统一观点 瑞典化学家。 在 1826 年发表的一篇关于原子理论的论文中，他在很大程度上预见到了一些通常被认为属于较晚时期的思想。 这些研究的继续使他产生了关于取代（Metaepsis）的思想，该思想大约在 1839 年发展成理论（旧式理论），即在有机化学中，某些类型即使当它们的氢被等量取代时也保持不变 卤化物元素。 作为他对醇氧化产生的酸的研究的结果，有机化合物的同系物分类得到了推进。
杜马斯还展示了，肾脏可以清除血液中的尿素。

### 蒸气密度和原子质量
杜马完善了测量蒸汽密度的方法，这对于确定原子量也很重要（见下文）。 将已知量的待分析物质放入预先称重的玻璃灯泡中，然后将其密封并在水中加热以蒸发该物质。 用气压计记录压力，并使灯泡冷却以确定蒸气的质量。 然后使用通用气体定律来确定灯泡内气体的摩尔数。
在 1826 年的一篇论文中，他描述了他确定蒸气密度的方法，并且他借助碳和氧的原子量进行了重新测定，证明了包括大约 30 种元素的长系列的先驱，结果大多是 发表于 1858-1860 年。 他表明“在相同条件下观察到的所有弹性流体中，分子都以相等的距离放置”。 他还测定了稀土元素之一钐的原子量。
杜马斯为 30 种元素的原子质量建立了新值，将氢的值设置为 1。

### 氮的测定
1833 年，杜马斯开发了一种估算有机化合物中氮含量的方法，创立了现代分析方法。 他利用先进的气动槽对现有的燃烧方法进行了重要修改。 这些修改是用二氧化碳冲洗燃烧管并在气动槽中添加氢氧化钾。 用二氧化碳冲洗消除了先前占据燃烧管的空气中存在的氮气，从而消除了由于空气中的氮气而进行校正的需要。 氢氧化钾溶解了通过的二氧化碳气体，留下氮气作为收集管中唯一的气体。

### 取代理论和化学类型理论
在巴黎的杜伊勒里宫，参加晚会的客人开始对蜡烛突然散发出的气体产生不良反应。 亚历山大·布朗尼亚特 (Alexandre Brongniart) 要求他的女婿杜马 (Dumas) 进行调查。 杜马发现咳嗽和危险烟雾是由烛蜡中的氯引起的。 氯被用来使蜡烛变白，杜马得出结论，它一定是在蜡烛制作过程中结合的。 这促使杜马研究氯取代在其他化合物中的行为。
杜马最重要的研究项目之一是氯与乙酸作用形成三氯乙酸——一种与乙酸本身性质基本相同的衍生物，尽管是一种更强的酸。 杜马将其扩展为一种理论（有时被认为是定律），该理论指出在有机化合物中，氢原子可以取代任何卤素。
在他发表的有关该主题的论文中，杜马介绍了他的类型理论。 由于三氯乙酸保留了与乙酸相似的性质，杜马推断，即使其中一个原子发生变化，某些化学结构也保持相对不变。 这一理论的基础在于生物分类的自然史，这是杜马在植物学家德·康多勒 (de Candolle) 的指导下学到的。 这一新理论挑战了贝采利乌斯之前的电化学二元论，也是自由基理论的竞争对手。

## 贡献
- 杜马蒸气密度的测定法和氮的燃烧定量分析法的发明人；
- 他对有机化学的贡献在理论上发展：依据醇的某些反应，他证明乙醇中有乙基（先认为是乙烯）与甲基的存在，结合后来维勒与李比希发现的苯甲酰基，奠定了有机化学的基团理论；
- 1834年观察到氯对醇的反应，鉴于石蜡氯化的结果，提出取代作用的见解；
- 他又发现乙酸中的氢被氯取代，基本性质未变，这就导致了1839年化学类型学说的建立。

## 延伸閱讀
- Rocke, Alan J. . Cambridge, MA and London: MIT Press. 2001. ISBN 0-262-18204-1.
- . Proceedings of the Royal Society. 1884, 37: x  [2009-07-12]. （原始内容存档于2012-11-02）.
- Noyes, William Albert. . Proceedings of the American Philosophical Society. 1927, 66: 287–308.